# Sarcophyton latum
Sarcophyton latum is een zachte koraalsoort uit de familie Alcyoniidae. De koraalsoort komt uit het geslacht Sarcophyton. Sarcophyton latum werd in 1846 voor het eerst wetenschappelijk beschreven door Dana. 